# Brieva
Brieva és un municipi de la província de Segòvia a la comunitat autònoma de Castella i Lleó. Ocupa una superfície de 13,7 km². És a prop de Segòvia, entre les localitats d'Adrada de Pirón, Basardilla i La Higuera. Està a una altitud de 1089 metres sobre el nivell de la mar.